# ماهی مرده
ماهی مرده (به انگلیسی: Dead Fish) فیلمی محصول سال ۲۰۰۴ و به کارگردانی شارلی اشتادلر است. در این فیلم بازیگرانی همچون رابرت کارلایل، گری اولدمن، اندرو لیپاتز، کوین مک‌نالی، النا آنایا، بیلی زین، کارل رودن و ترنس استامپ ایفای نقش کرده‌اند.